# Магистр искусств
Магистр искусств (лат. Magister Artium или лат. Artium Magister; сокращённо MA или AM) — обладатель степени магистра, присуждаемой университетами многих стран. Степень обычно противопоставляется степени магистра наук. Для получения этой степени обычно изучаются предметы в рамках гуманитарных и общественных наук, такие как история, литература, языки, лингвистика, государственное управление, политология, коммуникативистика или дипломатия; однако разные университеты имеют разные соглашения и могут также предлагать эту степень в областях, обычно связываемых с естественными науками и математикой. Степень может быть присуждена в связи с окончанием курсов и сдачей экзаменов, по результатам исследований, или по совокупности этих двух факторов.
Степень магистра искусств берёт своё начало от лицензии на преподавание (лат. Licentia docendi) Парижского университета, предназначенной для подготовки «мастеров», которые были бы дипломированными преподавателями своих предметов.

## Европа

### Германия
В Германии степень магистра искусств называлась на латыни Magister Artium. Эта степень, которая обычно требовала пятилетнего обучения, существовала в Священной Римской империи и её преемниках, включая Германскую империю и Федеративную республику Германии, но не в бывшей Восточной Германии, где все курсы на получение степени приводили к получению степени диплома. Традиционные степени Magister присваиваются в общественных науках и большинстве гуманитарных (включая европеистику и экономику), за исключением визуальных и исполнительских искусств, такие как музыка и театр.
Степень Magister Artium имела либо двойную основную степень, либо комбинацию одной основной и двух младших. В 2001 году в Германии были введены степени магистра искусств и магистра естественных наук. Таким образом, новые степени магистра искусств и старые степени Magister Artium существуют бок о бок с 2010 года; по состоянию на 2020 год некоторые университеты всё ещё присуждают степень Magister Artium. Новые степени бакалавра искусств и магистра искусств вместе требуют пяти лет обучения, поэтому новая степень магистра искусств и старая степень Magister Artium считаются равнозначными.

### Нидерланды
В Нидерландах степени магистра искусств и магистра наук были введены в 2002 году. До этого времени действовала единая программа, которая приводила к получению степени докторандуса (или степени Ingenieur в случае технических предметов), которая включала ту же учебную нагрузку, что и программы бакалавриата и магистратуры вместе взятые. Те, кто уже начал программу докторандус, по её завершении могли выбрать степень докторандус, которая давала название «Doctorandus» перед их именем, сокращенное до «drs.», или «ir.» в случае инженера; или же выбрать степень магистра в качестве постноминала (букв, указываемых после имени) в соответствии с новым стандартом («MA» или «MSc»). Поскольку эти выпускники не имеют отдельной степени бакалавра (которая фактически — в ретроспективе — включена в программу), степень магистра является их первой академической степенью.

### Польша
Польский эквивалент магистра искусств — «магистр» (его аббревиатура «mgr» ставится перед именем, как и титул «доктор» — «Dr»). В технических университетах студент через три года получает звание inżynier (инженер), а затем — степень магистра после завершения ещё двух лет обучения и получения высшего образования. Такие магистры используют титул «mgr inż». В 1990-е годы программы магистратуры, обычно рассчитанные на пять лет, были заменены отдельными трёхлетними программами бакалавриата и двухлетними магистерскими программами. Степень присуждается в области искусства (литература, иностранные языки, кинопроизводство, театр и т. д.), общественных наук, математики, информатики и экономики. Требуется завершение исследовательской дипломной работы. Все степени магистра в Польше дают право на получение докторской степени.

### Скандинавские страны
В Финляндии, Дании и Норвегии степень магистра представляет собой комбинированную степень, сочетающей в себе обучение и исследовательскую работу, присуждаемую через два года после получения степени бакалавра. Студент должен написать дипломную работу.
В Финляндии эта степень магистра называется фин. filosofian maisteri или швед. filosofie magister, сокращённо FM или «fil.mag».
В Швеции всё ещё существует промежуточная степень между бакалавром (kandidat) и магистром, называемая magister, для которой требуется всего один год обучения, включая дипломную работу после получения степени бакалавра. Этот четвёртый год обычно составляет первую половину магистерской программы. В противном случае он может быть дополнен пятым курсом и магистерской диссертацией для получения степени магистра в области обучения.

### Соединённое Королевство и Ирландия

#### Большинство университетов
За исключением Оксфорда, Кембриджа и Тринити-колледжа в Дублине (см. ниже), степень магистра обычно является «преподаваемой» аспирантской степенью, получение которой включает в себя прослушивание лекций, сдачу экзаменов и написание дипломной работы на основе независимых исследований. Преподаваемые магистерские программы предполагают 1-2 года очного обучения. Многие из них также можно получить, обучаясь неполный учебный день. До недавнего времени как бакалавриат, так и аспирантура присуждались без разряда или класса, однако в настоящее время степени магистра обычно подразделяются на категории «Не пройдено», «Пройдено», «Пройдено успешно» или «Пройдено с отличием». Этому образцу образования следуют в Индии и во многих странах Содружества.
Магистр права (LLM) является стандартной степенью, которую преподают в области права, но в Оксфорде некоторые курсы могут привести к получению степени магистра искусства, MLitt (см. ниже), магистра наук (MSt) и бакалавра гражданского права (BCL). Все эти степени считаются заменяющими друг друга и поэтому в целом эквивалентны.

#### Шотландия
В древних университетах Шотландии степень магистра искусств присуждалась в университетах как четырёхлетняя бакалаврская степень, см. «Магистр искусств (Шотландия)».
Степень магистра искусств — это первая степень, присуждаемая в области искусств, гуманитарных наук, богословие и общественных наук. Однако некоторые университеты в Шотландии присуждают степень магистра литературы (MLitt) в тех же областях.

#### Оксфорд, Кембридж, Дублин (автоматически присваиваемые)
В Оксфорде, Кембридже и Дублинском университете звание магистра искусств автоматически присваивается по прошествии определённого количества лет без дополнительных экзаменов тем, кто получил степень бакалавра искусств и имеет необходимый стаж работы в качестве сотрудников университета или как выпускники. В Англии такое присвоение степени происходит только в Оксфорде (через четыре года после получения степени бакалавра) и в Кембридже (через шесть лет после первого семестра обучения). То же самое происходит в Дублинском университете. Таким образом, сокращенное название университета (Oxon, Cantab или Dubl) почти всегда добавляется в скобки к инициалам «MA» так же, как и для более высоких степеней, например «John Smith, MA (Cantab), PhD (Lond)», в основном для того, чтобы для тех, кто знаком с этой системой, было ясно, что это номинальные и непроверенные степени.
MLitt — это исследовательская степень в Кембриджском университете, где степень магистра философии (MPhil) — название стандартной одногодичной преподаваемой степени с уникальным исследовательским элементом, в отличие от использования MPhil в других учреждениях, где это обозначение используется для учёной степени.

##### Критика
Исследование, проведённое в 2000 году Агентством по обеспечению качества высшего образования, являющимся надзорным органом для университетов, показало, что две трети работодателей не знали, что Оксфордская и Кембриджская магистерские программы не представляют собой никаких достижений в аспирантуре.
В феврале 2011 года член парламента от лейбористов Крис Лесли выступил инициатором законопроекта частных членов (то есть выдвинутый членом парламента, не входящим в кабинет министров) о минимальных стандартах степеней магистра (англ. Master’s Degrees (Minimum Standards) Bill), с тем чтобы «запретить университетам присуждать степени магистра, если не соблюдаются определённые стандарты обучения и оценки». Сторонники законопроекта охарактеризовали эту практику как «исторический анахронизм» и заявили, что практика присвоения «незаслуженных степеней» должна быть прекращена, чтобы сохранить академическую целостность степени магистра, получаемой путём обучения. Кроме того, они предупредили, что это звание даёт выпускникам Оксбриджа несправедливое преимущество на рынке труда. 21 октября 2011 года законопроект прошёл во втором чтении, но не прошёл через парламент до конца сессии, что означало его отклонение.

#### Оксфорд, Кембридж (присваиваемые по результатам обучения)
В Оксфорде и Кембридже можно получить различные степени магистра. Наиболее распространённая степень магистра философии (MPhil) — это двухлетняя исследовательская степень. Чтобы подготовиться к получению степени магистра естественных наук (MSc) или магистра наук (MSt), требуется всего один год, причем оба курса часто сочетают лекции с исследованиями. Магистр литературы (MLitt) является чисто исследовательской степенью. Совсем недавно Оксфорд и Кембридж начали предлагать степень магистра делового администрирования. Степени магистра обычно предлагаются без классификации, хотя лучшие пять процентов могут считаться достойными отличия. Оба университета также предлагают различные четырёхлетние интегрированные магистерские программы бакалавриата, такие как магистр инженерии или магистр математики.

## Северная Америка
В Канаде и США магистр искусства (Magister Artium) и магистр наук (Magister Scientiæ) являются базовыми степенями по большинству предметов и могут быть основаны на лекциях, исследованиях или, что более типично, сочетание того и другого.
Приём в магистратуру обычно зависит от наличия степени бакалавра. Некоторые программы предусматривают совместную степень бакалавра и магистра примерно через пять лет. Некоторые университеты используют латинские названия степеней, такие как Artium Magister (AM) или Scientiæ Magister (SM). Например, Гарвардский университет, Дартмутский колледж, Чикагский университет, Массачусетский технологический институт, Пенсильванский университет и Брауновский университет используют аббревиатуры AM и SM для некоторых своих степеней магистра. Степень магистра искусств может быть присвоена и по научной дисциплине, что часто практикуется в университетах Лиги плюща.
Многие университеты предлагают программы магистратуры, которые подразделяются на дипломные и бездипломные. Обычно продолжительность варианта без дипломной работы составляет от одного до двух лет очного обучения. Срок для варианта с дипломом может длиться дольше, в зависимости от требуемого уровня курсов и сложности дипломной работы. Иногда квалифицированным студентам, получившим степень магистра искусств «очень высокого уровня», нужно получить кредиты на уровне доктора философии, для чего им может потребоваться завершить свою программу примерно за три года работы на полный рабочий день, например, в университете Гарварда в США и Макгилла в Канаде.
Дипломная работа должна содержать определённый научный вклад. Она призвана продемонстрировать способность планировать и проводить исследования, систематизировать результаты и защищать свой подход и выводы научным образом. Представленное исследование должно соответствовать действующим стандартам научной дисциплины. Наконец, она должна чётко демонстрировать, как исследования продвигают знания в данной области.